# هایازوشی

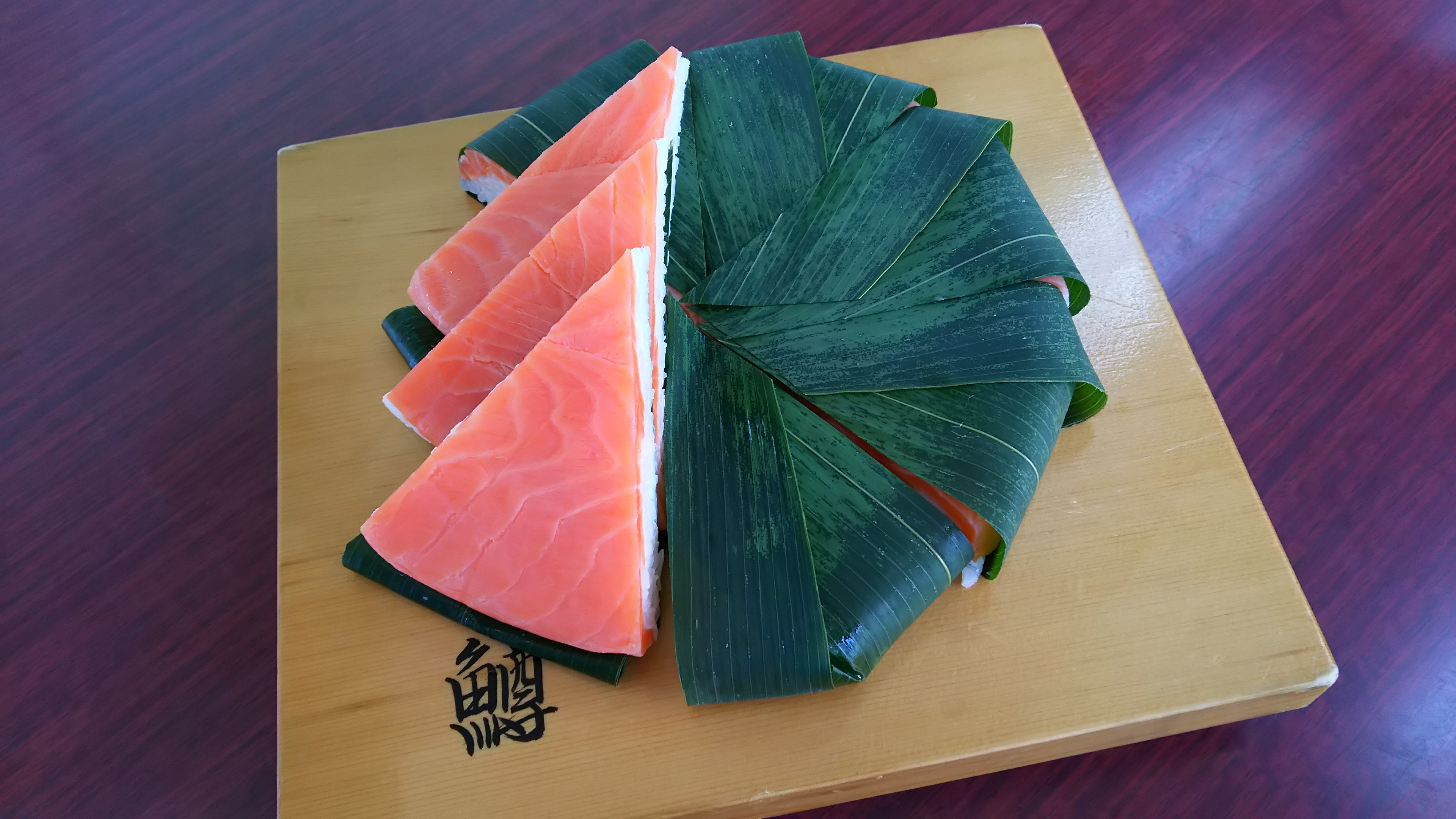
یک نوع هایازوشی به نام ماتسوزوشی

هایازوشی (به ژاپنی: 早ずし Hayazushi) به معنی سوشی سریع یا سوشی‌ای که به سرعت تهیه می‌شود. یکی از انواع سوشی است که در آن ماهی نمک سود شده یا خوابانده شده در سرکه بر روی برنجی که طعم سرکه دارد، قرار می‌گیرد و به همراه هم به مدت یک شب یا چندین ساعت تحت فشار قرار می‌گیرند. 
سوشی در اصل یک نوع خوراک تخمیری است. منتهی در اوایل پیدایش سوشی سرکه در آن استفاده نمی‌شد بلکه خوراک دریایی در این نوع دستور غذا تخمیر می‌شدند. در ابتدا ماهی و صدف نه در برنج بلکه در نمک تخمیر می‌شدند یا به عبارتی دیگر یکی از روش‌های ذخیره و حفظ غذا بوده‌است. برای آماده شدن این نوع ماهی‌ها تا مصرف گاه ماه‌ها وقت لازم بوده‌است تا اینکه برای سرعت بخشیدن به این امر به نمک برنج اضافه شده‌است. افزوده شدن برنج برای نگهداری ماهی باعث به وجود آمدن ناره‌زوشی شده‌است. برنج در ناره زوشی تنها بخاطر اثر تخمیری آن بکار برده می‌شود و به معنی امروزی معنای سوشی به عنوان غذا نداشته‌است بلکه یکی از روش‌های حفظ ماهی به‌شمار می‌آمده‌است.
تبدیل سوشی از روش حفظ به یک نوع غذا، از اواخر دوره موروماچی (۱۳۳۶ تا ۱۵۷۳ میلادی) صورت گرفته‌است. در این زمان ماهی به صورت نیمه خام و برنج قبل از تخمیر شدن کامل خورده می‌شده‌است و ناماناره نام داشته‌است.
در دوره ادو (‌۱۶۰۳ تا ۱۸۶۸ میلادی‌) ماهی در برنج پخته شده گذاشته می‌شد و سپس یک وزنهٔ سنگین بر روی آن قرار می‌دادند. این روشی تازه بود که به این وسیله تخمیر را تسریح کرده و سوشی تنها بعد از گذشت یک روز قابل خوردن بود. این نوع سوشی به نام هایازوشی یا سوشی سریع معروف شد. این روش به سرعت پیشرفت کرد و فشار با وزنه، جای خود را به استفاده از سرکه داد. 
این نوع سوشی با ناره‌زوشی تفاوت دارد. در ناره‌زوشی تخمیر اسید لاکتیک به‌طور طبیعی انجام شده و تا کامل شدن عمل تخمیر زمان زیادی لازم است.　در هایاسوشی بخاطر استفاده از سرکه عمل تخمیر سریع‌تر انجام می‌گیرد و لازم نیست تا تخمیر اسید لاکتیک به‌طور طبیعی منتظر ماند.  